# تشارلي نابير
تشارلي نابير (بالإنجليزية: Charlie Napier)‏ (8 أكتوبر 1910 - 5 سبتمبر 1973) هو لاعب كرة قدم بريطاني (وحمل سابقاً جنسية المملكة المتحدة لبريطانيا العظمى وأيرلندا) في مركز مهاجم داخلي. لعب مع شيفيلد وينزداي ونادي سلتيك.

## وصلات خارجية
- تشارلي نابير على موقع الاتحاد الإسكتلندي (الإنجليزية)
- تشارلي نابير على موقع قاعدة بيانات كرة القدم.إي يو (الإنجليزية)